# Assassinat d'Indira Gandhi
Ne doit pas être confondu avec Assassinat de Mohandas Karamchand Gandhi ou Assassinat de Rajiv Gandhi.
 (décembre 2023).
L'assassinat d'Indira Gandhi, première ministre indienne est survenu le 31 octobre 1984 à 9 h 29 dans sa résidence de Safdarjung Road (en) à New Delhi. Indira Gandhi a été tuée par Satwant Singh (en) et Beant Singh (en), ses gardes du corps sikhs, à la suite de l'opération Blue Star.

## Contexte
L'opération Blue Star est une opération militaire indienne controversée qui s'est déroulée entre le 1er et le 8 juin 1984, ordonnée par Indira Gandhi dans le but de retirer le chef sikh Jarnail Singh Bhindranwale et ses partisans armés des bâtiments du complexe d'Harmandir Sahib à Amritsar, dans le Pendjab.
L'opération Blue Star a eu un large impact sur la politique en Inde, car de nombreux jeunes sikhs ont rejoint le mouvement du Khalistan.
Indira Gandhi était impopulaire parmi les Sikhs en raison de son rôle dans l'opération qui avait endommagé des parties de l'Akal Takhtet et fait des victimes. La sensibilité des Sikhs a été offensée avec l'entrée du personnel militaire avec des bottes dans le complexe du temple et à cause de la destruction des écritures et des manuscrits sikhs dans la bibliothèque du temple qui ont pris feu du fait des explosifs utilisés pendant l'opération. De telles actions ont conduit à une atmosphère de méfiance envers le gouvernement et se sont soldées par une conspiration pour assassiner Indira Gandhi. L'assassinat s'est produit dans les cinq mois suivant la fin de l'opération.
La perception d'une menace pour la vie d'Indira Gandhi s'est accrue après l'opération. En conséquence, des sikhs ont été retirés de sa garde personnelle par le Bureau du renseignement (en) par crainte d'un assassinat. Cependant, Gandhi pensait que cela renforcerait son image anti-sikh auprès du public et renforcerait ses opposants politiques. Elle a ordonné au Special Protection Group (en) de réintégrer ses gardes du corps sikhs, y compris Beant Singh (en), qui aurait été son favori.

## Assassinat

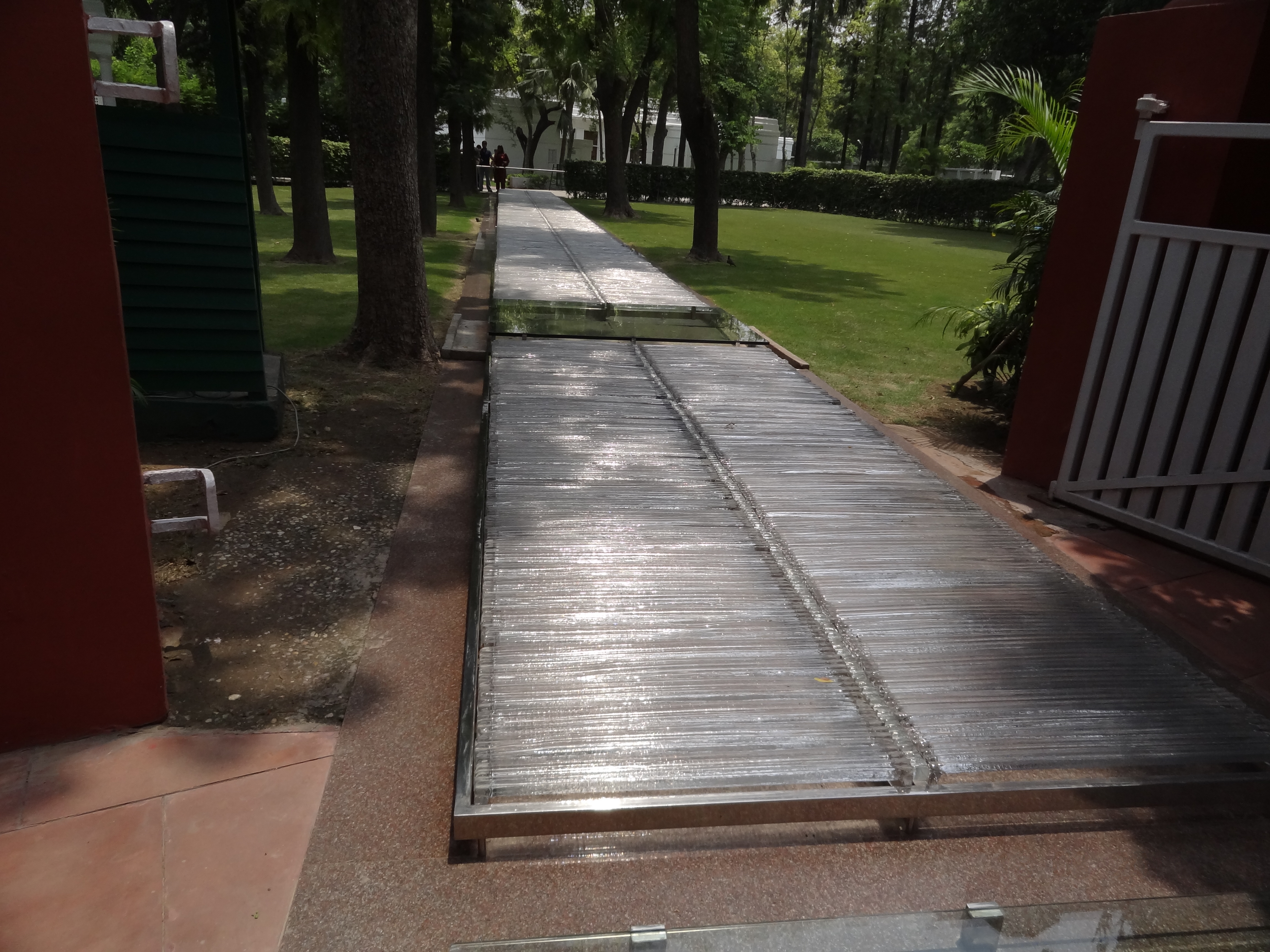
L'endroit où Indira Gandhi a été abattue est marqué par une ouverture de verre dans la voie cristalline du mémorial Indira Gandhi.

Vers 9 h 20, heure normale de l'Inde, le matin du 31 octobre 1984, Indira Gandhi est sur le point d'être interviewée par l'acteur britannique Peter Ustinov qui tournait un documentaire pour la télévision irlandaise. Elle porte un sari de safran avec une bordure noire et accompagnée du constable Narayan Singh, du responsable de la sécurité personnelle Rameshwar Dayal et du secrétaire personnel, RK Dhawan (en). Elle se promene dans le jardin de la résidence du Premier ministre au no 1 Safdarjung Road à New Delhi en direction du bureau voisin du 1 Akbar Road.
Indira Gandhi passe un portillon gardé par Satwant Singh et Beant Singh, et les deux hommes ouvrent le feu. Beant Singh lui tire trois balles dans l'abdomen avec son revolver .38, puis Satwant Singh tire 30 balles avec sa mitraillette Sten après qu'elle est tombée au sol. Les deux hommes ont ensuite jeté leurs armes et Beant Singh a dit à son complice : « J'ai fait ce que je devais faire. Vous faites ce que vous voulez faire. » Dans les six minutes qui suivent, les agents de la police des frontières Tarsem Singh Jamwal et Ram Saran capturent et tuent Beant Singh, tandis que Satwant Singh est arrêté par les autres gardes du corps de Gandhi, ainsi qu'un complice tentant de s'échapper ; il est grièvement blessé. Satwant Singh est pendu en 1989 avec le complice Kehar Singh (en).
Salma Sultan (en) donne les premières nouvelles de l'assassinat de Gandhi aux nouvelles du soir de Doordarshan le 31 octobre 1984, plus de dix heures après sa mort. Il est allégué que le secrétaire de Gandhi, RK Dhawan, a renvoyé les responsables du renseignement et de la sécurité qui avaient ordonné le retrait des policiers sikhs comme une menace pour la sécurité, y compris ses assassins.
Beant Singh était l'un des gardes préférés d'Indira Gandhi, qu'elle connaissait depuis dix ans. Parce qu'il était sikh, il avait été retiré de son personnel après l'opération Blue Star. Mais Indira Gandhi s'était assurée qu'il soit réintégré. Satwant Singh avait 22 ans quand il l'a tuée et avait été assigné à la garde de Gandhi juste cinq mois avant son assassinat.

## Mort

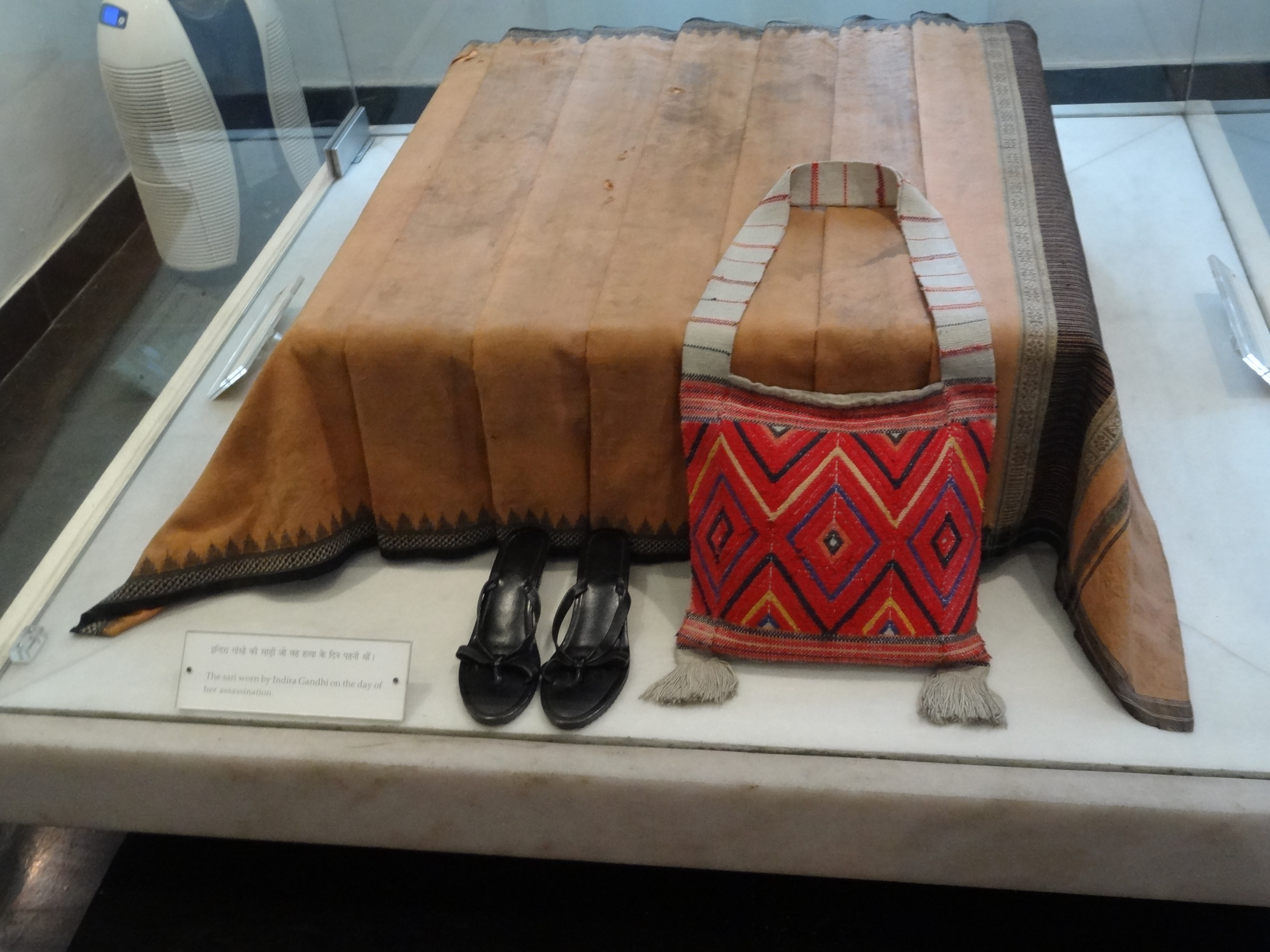
Le sari taché de sang de Gandhi et ses effets personnels au moment de son assassinat, conservés au Indira Gandhi Memorial Museum de New Delhi.

Indira Gandhi est emmenée à l'Institut indien des sciences médicales (en) de New Delhi à 9 h 30, où des médecins l'opérent. Elle est déclarée morte à 14 h 20. L'examen post-mortem est effectué par une équipe de médecins dirigée par Tirath Das Dogra (en), qui déclare que 30 balles avaient touché Indira Gandhi à l'aide d'une pistolet-mitrailleur Sten et d'un revolver. Les assaillants lui avaient tiré 33 balles, dont 30 l'avaient touchée ; 23 avaient traversé son corps, tandis que sept restaient à l'intérieur. Tirath Das Dogra a extrait des balles pour établir l'identité des armes et corréler chaque arme avec les balles récupérées par examen balistique. Les balles étaient assorties d'armes respectives au CFSL Delhi. Son corps est emmené dans une calèche à travers les routes de Delhi dans la matinée du 1er novembre à Teen Murti Bhavan (en) où son père est resté et où elle était en état. Elle est incinérée le 3 novembre près de Raj Ghat, un mémorial du Mahatma Gandhi, dans une zone nommée Shakti Sthal. Son fils aîné et successeur Rajiv Gandhi a allumé le bûcher.

## Conséquences
Au cours des quatre jours suivants, des milliers de Sikhs sont tués lors de représailles.
La commission d'enquête Justice Thakkar (dirigée par le juge Manharlal Pranlal Thakkar (en)), mise en place pour enquêter sur l'assassinat de Gandhi, recommande une enquête distincte pour le complot derrière l'assassinat. Le rapport Thakkar déclare que les soupçons pointent RK Dhawan pour complicité dans le complot.
Satwant Singh et le complice présumé Kehar Singh sont condamnés à mort. Tous deux sont exécutés le 6 janvier 1989.
Un film punjabi intitulé Kaum De Heere (en) mettant en évidence le rôle et la vie des deux gardes qui ont assassiné Indira Gandhi devait sortir le 22 août 2014, mais a été interdit par le gouvernement indien.